# Cage the Elephant
Cage the Elephant ist eine US-amerikanische Rockband aus Bowling Green, Kentucky. 

## Bandgeschichte
Am Anfang der Band standen die Brüder Matt und Brad Shultz und Jared Champion, die sich schon von der Schule kannten. Später kamen Gitarrist Parish und Bassist Tichenor dazu. Die Fünf spielten zuerst nur in ihrer Heimat im Bundesstaat Kentucky, bevor sie zu einem Auftritt beim South-By-South-West-Festival in Texas kamen. Dort erregten sie so viel Aufmerksamkeit, dass nicht nur landesweite Auftritte folgten, vor allem in London war man an der Rockband interessiert. 
Die fünf Musiker zogen im Herbst 2007 um in die britische Hauptstadt. In kürzester Zeit nahmen sie ihr Debütalbum auf, das den Bandnamen als Titel trägt. Nachdem ihre dritte Single-Veröffentlichung Ain't No Rest for the Wicked im Juni 2008 in die britischen Top 40 eingestiegen war, folgte ihr auch das Album in die Hitparaden.
Erst im Frühjahr des folgenden Jahres konnten Cage the Elephant ihren Erfolg auch in ihre Heimat tragen. Ihr Debütalbum erreichte zwar nur Platz 67, blieb aber eineinhalb Jahre lang in den Charts und etablierte sie in den USA. Das zweite Studioalbum "Thank You, Happy Birthday" erschien am 11. Januar 2011 und stieg diesmal auf Anhieb auf Platz 2 der Billboard 200 ein.
Im Oktober 2009 wurde Ain’t No Rest for the Wicked als Titelsong des PC- und Konsolenspiels Borderlands verwendet.
Weitere Alben-Veröffentlichungen folgten in den Jahren 2011 (Thank You, Happy Birthday) sowie 2013 (Melophobia). 
Im Dezember 2013 verkündete Gitarrist Lincoln Parish den Austritt aus der Band, weil er sich anderen Projekten widmen wollte. Zwar war Parish noch an den Aufnahmen zu Melophobia beteiligt, wurde aber für die anstehenden Tourneen zum Album durch einen neuen Gitarristen ersetzt.
Unter den Live-Auftritten der Tournee kam es auch zu einem Engagement als Vorband von Muse in den USA.
Die vierte LP der Band erschien Ende 2015. Das von dem Black-Keys-Mitglied Dan Auerbach produzierte Werk trägt den Titel Tell Me I’m Pretty. Bei den Grammy Awards 2017 bekamen sie dafür die Auszeichnung für das beste Rockalbum des Jahres. Vier Jahre später folgte für das Nachfolgeralbum Social Cues die zweite Grammy-Auszeichnung.

## Diskografie
Alben

| Jahr | Titel Musiklabel                       | Höchstplatzierung, Gesamtwochen, AuszeichnungChartplatzierungen (Jahr, Titel, Musiklabel, Platzierungen, Wochen, Auszeichnungen, Anmerkungen) | Höchstplatzierung, Gesamtwochen, AuszeichnungChartplatzierungen (Jahr, Titel, Musiklabel, Platzierungen, Wochen, Auszeichnungen, Anmerkungen) | Höchstplatzierung, Gesamtwochen, AuszeichnungChartplatzierungen (Jahr, Titel, Musiklabel, Platzierungen, Wochen, Auszeichnungen, Anmerkungen) | Höchstplatzierung, Gesamtwochen, AuszeichnungChartplatzierungen (Jahr, Titel, Musiklabel, Platzierungen, Wochen, Auszeichnungen, Anmerkungen) | Anmerkungen                                                 |
| Jahr | Titel Musiklabel                       | AT | CH | UK | US | Anmerkungen                                                 |
| ---- | -------------------------------------- | --- | --- | --- | --- | ----------------------------------------------------------- |
| 2008 | Cage the Elephant Jive Records         | — | — | UK38 Silber · (4 Wo.)UK | US59 Platin · (76 Wo.)US | Erstveröffentlichung: 23. Juni 2008 Verkäufe: + 1.060.000   |
| 2011 | Thank You, Happy Birthday Jive Records | — | — | UK26 (3 Wo.)UK | US2 Gold · (13 Wo.)US | Erstveröffentlichung: 11. Januar 2011 Verkäufe: + 500.000   |
| 2013 | Melophobia RCA Records                 | — | — | — | US15 Platin · (12 Wo.)US | Erstveröffentlichung: 8. Oktober 2013 Verkäufe: + 1.027.500 |
| 2015 | Tell Me I’m Pretty RCA Records         | — | — | — | US26 Gold · (5 Wo.)US | Erstveröffentlichung: 18. Dezember 2015 Verkäufe: + 500.000 |
| 2019 | Social Cues RCA Records                | AT47 (1 Wo.)AT | CH38 (1 Wo.)CH | UK79 (1 Wo.)UK | US21 (2 Wo.)US | Erstveröffentlichung: 19. April 2019                        |
| 2024 | Neon Pill RCA Records                  | — | — | — | US57 (1 Wo.)US | Erstveröffentlichung: 17. Mai 2024                          |

Livealben

| Jahr | Titel Musiklabel                         | Höchstplatzierung, Gesamtwochen, AuszeichnungChartplatzierungen (Jahr, Titel, Musiklabel, Platzierungen, Wochen, Auszeichnungen, Anmerkungen) | Höchstplatzierung, Gesamtwochen, AuszeichnungChartplatzierungen (Jahr, Titel, Musiklabel, Platzierungen, Wochen, Auszeichnungen, Anmerkungen) | Höchstplatzierung, Gesamtwochen, AuszeichnungChartplatzierungen (Jahr, Titel, Musiklabel, Platzierungen, Wochen, Auszeichnungen, Anmerkungen) | Höchstplatzierung, Gesamtwochen, AuszeichnungChartplatzierungen (Jahr, Titel, Musiklabel, Platzierungen, Wochen, Auszeichnungen, Anmerkungen) | Anmerkungen                           |
| Jahr | Titel Musiklabel                         | AT | CH | UK | US | Anmerkungen                           |
| ---- | ---------------------------------------- | --- | --- | --- | --- | ------------------------------------- |
| 2012 | Live from the Vic in Chicago RCA Records | — | — | — | — | Erstveröffentlichung: 17. Januar 2012 |
| 2017 | Unpeeled RCA Records                     | — | — | — | US61 (1 Wo.)US | Erstveröffentlichung: 28. Juli 2017   |

EPs
- 2010: Live at Grimey’s

Singles

| Jahr | Titel Album                                    | Höchstplatzierung, Gesamtwochen, AuszeichnungChartplatzierungen (Jahr, Titel, Album, Platzierungen, Wochen, Auszeichnungen, Anmerkungen) | Höchstplatzierung, Gesamtwochen, AuszeichnungChartplatzierungen (Jahr, Titel, Album, Platzierungen, Wochen, Auszeichnungen, Anmerkungen) | Höchstplatzierung, Gesamtwochen, AuszeichnungChartplatzierungen (Jahr, Titel, Album, Platzierungen, Wochen, Auszeichnungen, Anmerkungen) | Höchstplatzierung, Gesamtwochen, AuszeichnungChartplatzierungen (Jahr, Titel, Album, Platzierungen, Wochen, Auszeichnungen, Anmerkungen) | Anmerkungen                                                   |
| Jahr | Titel Album                                    | AT | CH | UK | US | Anmerkungen                                                   |
| ---- | ---------------------------------------------- | --- | --- | --- | --- | ------------------------------------------------------------- |
| 2008 | Ain’t No Rest for the Wicked Cage the Elephant | — | — | UK32 Platin · (2 Wo.)UK | US83 ×8Achtfachplatin · (11 Wo.)US | Erstveröffentlichung: 16. Juni 2008 Verkäufe: + 8.750.000     |
| 2008 | In One Ear Cage the Elephant                   | — | — | UK51 (2 Wo.)UK | US— PlatinUS | Erstveröffentlichung: 17. März 2008 Verkäufe: + 1.000.000     |
| 2009 | Back Against the Wall Cage the Elephant        | — | — | — | US— PlatinUS | Erstveröffentlichung: 16. Juni 2008 Verkäufe: + 1.000.000     |
| 2010 | Shake Me Down Thank You, Happy Birthday        | — | — | UK55 (6 Wo.)UK | US78 Platin · (4 Wo.)US | Erstveröffentlichung: 22. November 2010 Verkäufe: + 1.000.000 |
| 2011 | Around My Head Thank You, Happy Birthday       | — | — | — | US— GoldUS | Erstveröffentlichung: 4. Mai 2011 Verkäufe: + 500.000         |
| 2013 | Come a Little Closer Melophobia                | — | — | UK— SilberUK | US— ×3DreifachplatinUS | Erstveröffentlichung: 13. August 2013 Verkäufe: + 3.260.000   |
| 2014 | Take It or Leave It Melophobia                 | — | — | — | US— GoldUS | Erstveröffentlichung: 19. April 2014 Verkäufe: + 500.000      |
| 2014 | Cigarette Daydreams Melophobia                 | — | — | UK— PlatinUK | US— ×5FünffachplatinUS | Erstveröffentlichung: 26. August 2014 Verkäufe: + 5.750.000   |
| 2015 | Mess Around Tell Me I’m Pretty                 | — | — | — | US— GoldUS | Erstveröffentlichung: 29. Oktober 2015 Verkäufe: + 500.000    |
| 2016 | Trouble Tell Me I’m Pretty                     | — | — | UK— SilberUK | US— ×2DoppelplatinUS | Erstveröffentlichung: 26. April 2016 Verkäufe: + 2.200.000    |
| 2017 | Cold Cold Cold Tell Me I’m Pretty              | — | — | — | US— PlatinUS | Erstveröffentlichung: 17. Januar 2017 Verkäufe: + 1.030.000   |
| 2019 | Ready to Let Go Social Cues                    | — | — | — | US— GoldUS | Erstveröffentlichung: 31. Januar 2019 Verkäufe: + 540.000     |
| 2019 | Social Cues                                    | — | — | — | US— GoldUS | Erstveröffentlichung: 6. Juli 2019 Verkäufe: + 500.000        |

Weitere Singles
- 2007: Free Love
- 2011: Aberdeen
- 2012: Always Something
- 2017: Whole Wide World

Kompilationsbeiträge
- 2021: The Unforgiven auf The Metallica Blacklist

## Auszeichnungen für Musikverkäufe
| Goldene Schallplatte - Brasilien - 2024: für das Album Melophobia - Italien - 2024: für die Single Cigarette Daydreams - Kanada - 2020: für die Single Ready to Let Go - Mexiko - 2022: für die Single Cold Cold Cold - Neuseeland - 2023: für das Album Melophobia - Spanien - 2025: für die Single Cigarette Daydreams - Vereinigte Staaten - 2024: für das Lied Telescope - 2024: für das Lied Spiderhead | Platin-Schallplatte - Brasilien - 2024: für die Single Come a Little Closer - 2024: für die Single Ain’t No Rest for the Wicked 2× Platin-Schallplatte - Brasilien - 2024: für die Single Cigarette Daydreams 3× Platin-Schallplatte - Neuseeland - 2025: für die Single Ain’t No Rest for the Wicked |

Anmerkung: Auszeichnungen in Ländern aus den Charttabellen bzw. Chartboxen sind in ebendiesen zu finden.
| Land/RegionAuszeichnungen für Musikverkäufe (Land/Region, Auszeichnungen, Verkäufe, Quellen) | Silber     | Gold       | Platin       | Verkäufe   | Quellen              |
| -------------------------------------------------------------------------------------------- | ---------- | ---------- | ------------ | ---------- | -------------------- |
| Brasilien (PMB)                                                                              | —          | Gold1      | 4× Platin4   | 250.000    | pro-musicabr.org.br  |
| Italien (FIMI)                                                                               | —          | Gold1      | —            | 50.000     | fimi.it              |
| Kanada (MC)                                                                                  | —          | Gold1      | —            | 40.000     | musiccanada.com      |
| Mexiko (AMPROFON)                                                                            | —          | Gold1      | —            | 30.000     | amprofon.com.mx      |
| Neuseeland (RMNZ)                                                                            | —          | Gold1      | 3× Platin3   | 97.500     | radioscope.co.nz NZ2 |
| Spanien (Promusicae)                                                                         | —          | Gold1      | —            | 30.000     | elportaldemusica.es  |
| Vereinigte Staaten (RIAA)                                                                    | —          | 8× Gold8   | 25× Platin25 | 29.000.000 | riaa.com             |
| Vereinigtes Königreich (BPI)                                                                 | 3× Silber3 | —          | 2× Platin2   | 1.660.000  | bpi.co.uk            |
| Insgesamt                                                                                    | 3× Silber3 | 14× Gold14 | 34× Platin34 |            |                      |